# Рудницька Аліна Сергіївна
Аліна Сергіївна Рудніцька (рос. Рудницкая Алина Сергеевна, нар. 31 грудня 1976, Заозерськ, Мурманська область) — російська режисерка.
Першу освіту отримала в Академії аерокосмічного приладобудування. В 2001 році закінчила Університет Культури та мистецтв у Санкт-Петербурзі за спеціальністю «кінорежисер». Знімає документальні та художні фільми. 

## фільмографія
- Лист (2001)
- Спільне проживання (2002)
- Наїзниці (2003)
- Рязанов (2003)
- Вишневська та Ростропович (2003)
- Сільські уроки (2004)
- Цілуй мене дужче (2006)
- Як стати стервом (2007)
- Я забуду цей день (2011)
- Кров (2013)